# Agonistisches Verhalten
Als agonistisches Verhalten (griech.: agonistis = der Handelnde, Tätige), auch Agonismus, wird in der Verhaltensbiologie die Gesamtheit aller Verhaltensweisen bezeichnet, „die mit Rivalität, Wettbewerb und Konkurrenz verbunden sind [...]. Sie umfassen nicht nur den mit Gewalt verbundenen Angriff (Aggressivität), sondern alle Verhaltensweisen, die bei Auseinandersetzungen zwischen Widersachern auftreten – also auch die des Verteidigens, des Beharrens, des Zurückweichens beziehungsweise der Flucht.“
Weitere Elemente des agonistischen Verhaltens sind unter anderem Imponierverhalten und Drohverhalten sowie Demutsgebärden, wobei für letzteres die Beschwichtigungssignale beim Hund das bekannteste Beispiel sind. Auch die sogenannten Übersprungbewegungen können zu den agonistischen Verhaltensweisen gehören. Agonistisches Verhalten umfasst demnach „die Gesamtheit aller mit der Auseinandersetzung zwischen Individuen in Zusammenhang stehenden  Verhaltensweisen.“

## Auftreten
Agonistisches Verhalten tritt laut Jochen Oehler „in der Regel im Dienste beziehungsweise beim Durchsetzen und Bewältigen anderer Verhaltenskontexte“ auf, „bei Angst, in ausweglosen Situationen, bei Revierverteidigung, bei sexuellen Rivalitäten und bei verschiedenen Vereitelungen (Frustrationen)“. Es weist oft einen hohen Grad an Ritualisierung auf, so dass die mit einem Kampf verbundene Verletzungsgefahr verringert werden kann, sofern alle Beteiligten die verwendeten Signale einer als Kommentkampf bezeichneten Auseinandersetzung ‚verstehen‘.

## Entwicklung
Verhaltensbiologen gehen heute davon aus, „dass aufgrund der essenziellen biologischen Notwendigkeit, sich gegenüber Rivalen/Konkurrenten zu behaupten oder aber entsprechende Ressourcen zu erringen, Handlungsbereitschaften zu agonistischem Verhalten phylogenetisch angelegt sind, die in der Individualentwicklung reifen und gefestigt werden.“ Ein wichtiger Beleg für die genetische Verankerung dieser Handlungsbereitschaft war der Nachweis, dass sich die Auftretenswahrscheinlichkeit von agonistischem Verhalten durch selektives Züchten verändern lässt: So wurden in einem Experiment mit Hausmäusen jeweils die Nachkommen der aggressivsten Individuen mit der Folge untereinander verpaart, dass sich die Auftretenswahrscheinlichkeit über Generationen hinweg erhöhen ließ.
Der Historiker Georg Scheibelreiter deutet die agonistische Grundhaltung der westgermanischen Eliten im 5.–8. Jahrhundert als Ausdruck des Lebens unter dauernder Unsicherheit. Das Daseinsgefühl ständigen Gefährdetseins habe insbesondere unter den Merowingern zu brutalen und heimtückischen Verbrechen geführt, um sich auf opportunistischem Wege kurzfristige Vorteile zu verschaffen oder potenzielle Gegner aus konkurrierenden Adelsgruppen auf bloßen Verdacht hin physisch auszuschalten, wobei die üblichen Rituale und Verfahren oft außer Kraft gesetzt wurden.